# Universitetsbiblioteket, Lunds universitet

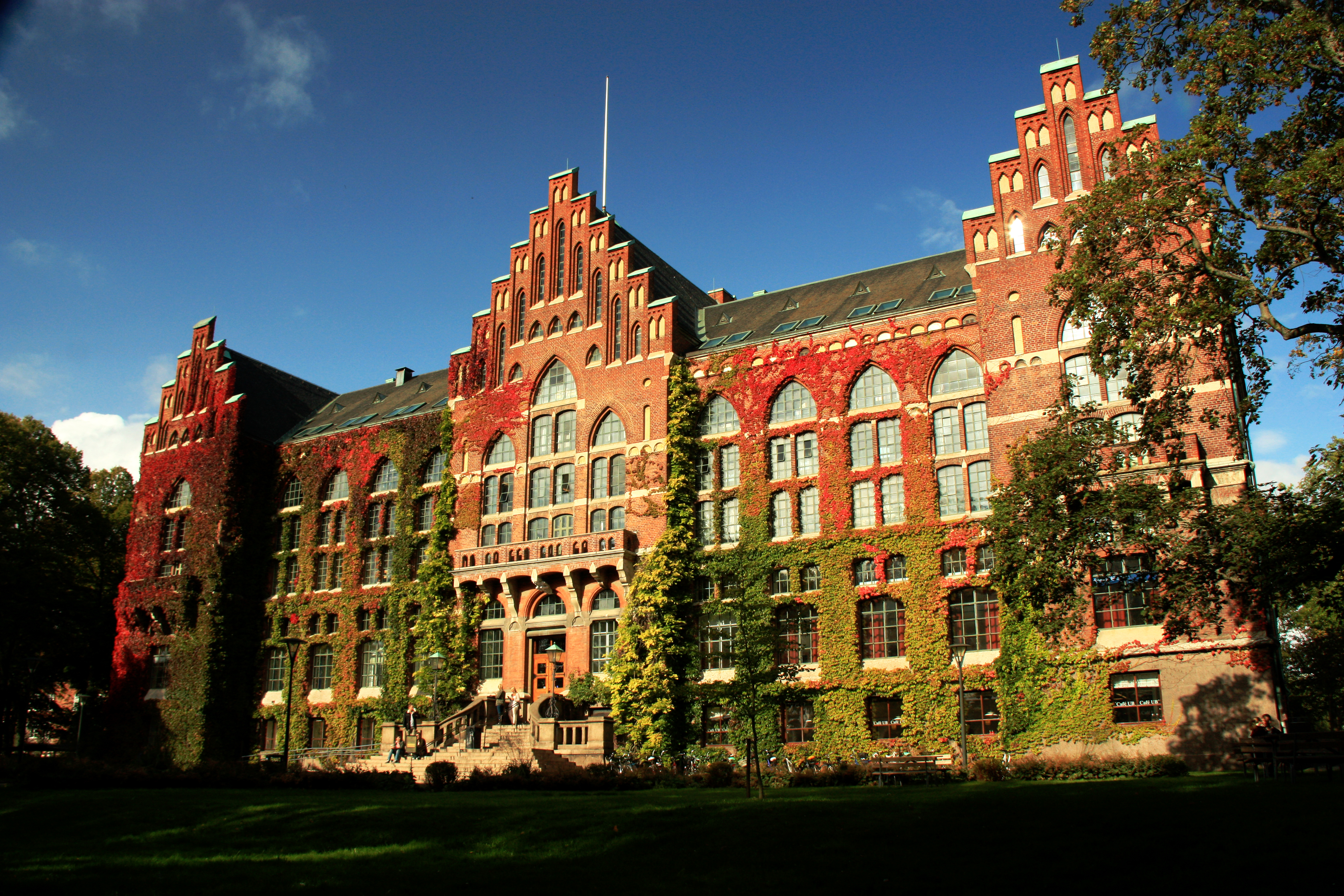
Universitetsbiblioteket

Universitetsbiblioteket (UB) är huvudbibliotek för Lunds universitets bibliotek, som består av 26 bibliotek, där Universitetsbiblioteket har rollen som specialbibliotek med ansvar för de historiska samlingarna, specialsamlingar och det svenska trycket. Det är ett tvärvetenskapligt studie- och forskningscentrum.
Universitetsbiblioteket grundades 1666, samtidigt med universitetet, och den förste bibliotekschefen var Christopher Rostius, medicine professor. Men det var först 1671 när domkapitlets bibliotek överlämnades till universitetet, som verksamheten kom igång. 1684 köpte och donerade Karl XI sin lärares, Emund Gripenhielms, bibliotek om 6 000 band till UB. Den innehöll till största delen krigsbyten. Sedan 1698 är det stadgat att biblioteket skall utbekomma ett exemplar av allt material som trycks i Sverige (så kallade pliktexemplar) och dessutom inneha ett nationellt uppdrag som lånecentrum för detta material, det så kallade vardagstrycket (även benämnt efemärt tryck, okatalogiserat tryck, småtryck och tillfällighetstryck).
I biblioteket förvaras flera stora arkiv, till exempel De la Gardieska arkivet samt en stor mängd enskilda arkiv, till exempel från Esaias Tegnér, Hjalmar Gullberg och Victoria Benedictsson. Idag pågår också ett antal större digitaliseringsprojekt på biblioteket, till exempel är samtliga medeltida handskrifter fritt tillgängliga på nätet liksom samlingen av lundabilder av fotografen Per Bagge. Likaså kan man läsa breven till Esaias Tegnér och till Linnélärjungen Erik Gustaf Lidbeck. Internationellt intressant är också publicering av intervjuer med överlevande från koncentrationslägret Ravensbrück liksom publiceringen av papyrusfragment och medeltida handskrifter.
Bibliotekets samlingar omfattade 2013 totalt cirka 10,7 hyllmil och den årliga tillväxten är cirka 650 hyllmeter.
Liberiet söder om Lunds domkyrka anses vara bibliotekets första lokal. Därefter flyttades verksamheten till Kungshuset i Lundagård. Den nuvarande biblioteksbyggnaden på Helgonabacken, ritad av Alfred Hellerström, stod klar 1907. Den har sedan kompletterats med ett boktorn på 1930-talet och en större tillbyggnad, ritad av Klas Anshelm, på 1950-talet. Denna i sin tur kompletterades med en extra våning 1994/95, då det också gjordes en mer genomgripande renovering i huset. Biblioteket har också flera depåer där material som inte används så ofta förvaras. 
Under ett antal år var biblioteket uppdelat på fyra serviceställen: UB1 på Helgonabacken, UB2 på tekniska högskolans område, UB3 för kursböcker i Gamla kirurgen och UB4 för dagstidningar. Sedan omorganisation av biblioteksverksamheten vid Lunds universitet, finns åter all verksamhet samlad på Helgonabacken.
År 2019 utsågs biblioteket till Sveriges vackraste byggnad av föreningen Arkitekturupproret.